# Каганяк Мар'яна Михайлівна
Мар'яна Михайлівна Каганяк — українська експертка у сфері міжнародних економічних відносин, громадська діячка та реформаторка, співзасновниця та керівниця Офісу з просування експорту в 2015-2018 роках при Міністерстві економічного розвитку і торгівлі України, співзасновниця програми SheExports , з травня 2015 радниця Міністра економічного розвитку і торгівлі України Айвараса Абромавічуса та Міністра економічного розвитку торгівлі України Степана Кубіва.
В 2015 році Наталія Микольська та Мар'яна Каганяк ініціювали створення Офісу з просування експорту, котрий з реформаторської ініціативи трансформувався у 2018 році в інституцію, та отримав статус державної установи.

## Освіта
З 1997 по 2002 навчалася у Львівському національному університеті ім. Івана Франка (спеціаліст, міжнародні відносини).
З 2004 по 2008 навчалася у Львівському національному університеті ім. Івана Франка, отримавши ступінь спеціаліста з правознавства.
В 2000 році була студенткою за обміном в Коледжі Лораса (англ. Loras College в місті Дюб'юк (штат Айова, США). Вивчала міжнародний маркетинг, фінансовий менеджмент, бізнес-етику та бізнес-комунікації

## Кар'єра
Травень 2015 — грудень 2018 — керівниця Офісу з просування експорту.
2013—2014 — керівниця відділу маркетингу та продажів МОК «EuroBasket 2015», який займався підготовкою проведення в Україні Чемпіонату Європи з баскетболу 2015; у 2014 році Україна вирішила відмовитися від права проведення Чемпіонату на фоні російської агресії та фінансової кризи.
2012—2013 — консультантка з маркетингу та комунікацій Державного агентства з інвестицій та управління національними проектами України.
2011—2012 — головна консультантка з продажів МОК UEFA EURO 2012.
2010—2011 — Комерційний директор, членкиня Ради директорів 5 Каналу.
2008—2010 — Операційний директор PRP Ukraine, філії міжнародної мережі PR-агенцій Weber Shandwick.
2005—2008 — менеджерка з розвитку бізнесу PRP Ukraine.

## Інша діяльність
Мар'яна Каганяк є співзасновницею програми SheExports, яка є платформою для підтримки та розвитку жінок-підприємиць та допомоги їм у виході на міжнародні ринки задля зростання експортного потенціалу України.
Брала участь у роботі комісії з розробки бренду країни UkraineNow та експортного бренду Trade with Ukraine.

## Звання та відзнаки
У 2018 році посіла 52-е місце в рейтингу найвпливовіших жінок України за версією журналу Фокус.